# Seychellepidosis spinosa
Seychellepidosis spinosa är en tvåvingeart som beskrevs av Spungis 2007. Seychellepidosis spinosa ingår i släktet Seychellepidosis och familjen gallmyggor.
Artens utbredningsområde är Seychellerna. Inga underarter finns listade i Catalogue of Life.